# Мамадалієв Володимир Гаїбович
Володи́мир Гаї́бович Мамадалі́єв (азерб. Vladimir Məmmədəliyev; нар. 15 лютого 1977, Новоукраїнка, Кіровоградська область, УРСР, СРСР — пом. 4 липня 2014, Новоселівка Перша, Донецька область, Україна) — український військовик, підполковник Збройних сил України, старший офіцер інформаційно-аналітичного центру ОК «Південь». Загинув в ході російсько-української війни.

## Життєпис
Володимир Мамадалієв народився у місті Новоукраїнка на Кіровоградщині. Батько, Гаїб Мамадалієв, був родом із Узбекистану, однак Володимир, який народився і виріс в Україні, вважав себе українцем. Навчався у місцевій загальноосвітній школі № 6. З дитинства мріяв стати військовим, тож у 1994 році вступив до Одеського училища сухопутних військ. Після закінчення училища продовжив навчання у військовій академії. Був однокурсником українського військового «аналітика» Олексія Арестовича. 
Проходив службу в бойових частинах Сухопутних військ, а також у штабі 6 армійського корпусу та оперативного командування «Південь». На початок 2014 року служив у штабі Оперативного командування «Південь» на посаді старшого офіцера інформаційно-аналітичного центру.
З перших днів бойових дій на сході України Володимир перебував на передовій. На той час офіцери штабу були залучені до військових частин, які вирушили у зону бойових дій, щоб на місці забезпечити підвищення боєздатності підрозділів. Влітку 2014 р. був відряджений до однієї з рот 93-ї окремої механізованої бригади.
4 липня 2014 року узяв на себе організацію оборони блокпоста №10 біля села Новоселівка Перша, на повороті на Уманське, у Ясинуватському районі Донецької області, неподалік Слов’янська. Блокпост встановили одразу після звільнення регіону для того, щоб перерізати комунікацію сепаратистських угруповань і зміцнити позицію сил ЗСУ. У відповідь блокпост було атаковано вночі з кількох напрямків – уперше за межами зони боїв у Слов’янську російські найманці застосували танки. Прикриваючи своїх бійців, відкрив вогонь по танку і бойовиках із озброєння БМП. Але другий танк прямою наводкою влучив в БМП, від чого вибухнув боєкомплект.
У тому бою разом з підполковником Мамадалієвим загинули солдати Олександр Савенков, Дмитро Шевченко, Андрій Крилов, Олексій Заїка, Руслан Рущак та Дмитро Чабанов. Попри втрати, напад бойовиків було відбито..
Похований у м. Новоукраїнка, Кіровоградська область. У Володимира Мамадалієва залишилися мати, дружина та 12-річний син.

## Нагороди
- Орден Богдана Хмельницького III ст. (2014, посмертно)[5]
- Медаль «15 років Збройним Силам України»
- Медаль «За сумлінну службу» II ст.
- Медаль «За сумлінну службу» III ст.
- Посмертно нагороджений відзнакою «Народний Герой України» (23 липня 2015)

## Вшанування пам'яті
- 9 вересня 2014 року в його рідному місті Новоукраїнка на честь нього перейменували вулицю Панфілова. Тепер вона називається Вулиця Мамадалієва.
- в лютому 2016 року у Новоукраїнці на фасаді ЗОШ № 6 відкрили меморіальну дошку випускнику Володимиру Мамадалієву[6]